# Шань Кеюань
Шань Кеюань (4 лютого 1995) — китайський плавець.
Призер Чемпіонату світу з плавання на короткій воді 2018 року.
Призер Азійських ігор 2018 року.